# Pustkowie (Cykarzew Północny)
Pustkowie – przysiółek wsi Cykarzew Północny w Polsce położony w województwie śląskim, w powiecie częstochowskim, w gminie Mykanów.
W latach 1975–1998 przysiółek  administracyjnie należał do województwa częstochowskiego.